# 은수미
은수미(殷秀美, 1963년 12월 6일~)는 대한민국의 노동운동가 출신 정치인이다. 제19대 국회의원(비례대표), 민선 7기 성남시장을 역임했다.

## 생애
1963년 전라북도 정읍 출생이다.
은수미는 "어릴 때부터 20년간 신림동에서 살았는데, 나는 상대적으로 부유하게 자랐지만 내 친구들 상당수는 판자촌에서 자랐다. 인상적인 사건이 두 번 있었다. 한번은 초등학교 때 친구 집에서 놀다가 친구를 장난 삼아 밀었더니 벽을 뚫고 옆집으로 나간 일이 있었다. 벽이 뚫린다는 것 자체가 놀랐고, 우리 집과 다르다는 것을 인식했다. 또 한번은 중학교 때 친구 아버님이 돌아가셔서 집을 찾아 갔더니 흙집에서 세를 살고 있었다."라고 성장기를 회고했다.
1989년 박노해와 백태웅이 결성한 남한사회주의노동자동맹(사노맹)에 참가했고, 1992년 노태우 정부가 '반(反) 국가 단체'로 규정했던 남한사회주의노동자연맹 활동으로 인하여 국가보안법 위반으로 구속돼 6년 간 강릉교도소에서 복역했다.
1997년에 출소한 후 서울대학교로 돌아가 2005년 '한국 노동운동의 정치세력화 유형 연구'라는 논문으로 사회학 박사 학위를 받았다.
2004년 국무총리 산하 노동문제연구소 한국노동연구원에 임용되어 부연구위원을 지냈다. 한국노동연구원에서 근무하는 동안 정치인 등을 대상으로 강의를 하였다.
2012년 제19대 국회의원 선거에서 민주통합당 비례대표 제3번으로 국회의원에 당선됐다. 2012년 6월 '쌍용자동차 문제 해결을 위한 국회의원 모임'을 발족하고 공동대표로 활동하였다. 비정규직 등 노동문제 관련하여 자문직을 역임하여 2008년부터 2010년까지 국회 환경노동위원회 노동정책자문위원, 2011년에는 박원순 시장 희망서울 정책자문위원, 2012년 청년유니온 자문위원 등으로 활동하였다.
2018년 제7회 전국동시지방선거에서 성남시장에 당선되었다.
선거에서 조직폭력배 출신의 대표가 있는 코마트레이드로부터 자가용을 95차례 지원받은 것과 관련하여 정치자금법 위반 혐의로 2020년 2월 6일 항소심에서 벌금 80만 원만을 선고한 원심을 깨고 검사 구형보다 2배 많은 벌금 300만 원을 선고받았으나,(수원고등법원2019노391) 7월 9일 대법원(주심: 안철상)에서 검찰이 항소이유를 "양형부당"이라고만 적은 것에 대해 법원이 "선고기일을 14일 이내로 정하여야 한다" 형사소송법을 단순 훈시규정으로 보는 것과 달리 "항소 이유는 구체적이면서 간결하게 기재하여야 한다"는 형사소송규칙에 의하여 "항소가 적법하지 않다"며 파기환송하여 불이익 변경금지원칙으로 시장직을 유지하였다.
그러나 재판을 계속 받게 되면서, 제8회 전국동시지방선거를 앞두고 2022년 3월 17일에 성남시장 불출마를 선언했다. 이에 더불어민주당에서는 배국환을 성남시장 후보로 공천했으나, 신상진에게 패했다.
성남시장 퇴임 후 뇌물공여 및 수수, 직권남용 권리행사방해 등의 혐의로 2022년 9월 16일 징역 2년의 실형이 선고되어 법정 구속됐다. 이에 불복하여 9월 20일에 항소하였다.
대법원 2부(주심 천대엽 대법관)는 2023년 9월 14일 뇌물수수·뇌물공여·직권남용 권리행사방해·청탁금지법 위반 등 혐의로 기소된 은수미 전 시장에게 징역 2년을 선고한 원심을 확정했다.

## 의정 활동

### 제19대

#### 테러방지법 반대 필리버스터
2016년 2월 24일 오전 2시 30분부터 국회 본회의에서 테러방지법 반대 필리버스터에 참여하여 발언하였다. 오전 6시 25분 경, 새누리당 홍철호 의원으로부터 의제와 관련 없는 내용으로 시간을 끌고 있다는 항의가 들어왔으며, 그에 따라 국회의장은 은수미 의원에게 직접적인 관련이 없는 내용은 간략히 발언하라며 주의를 주었고, 잠시간 양 측간에 서로를 비난하거나 항의하는 소란이 있었다.
오전 11시 25분 경에는 새누리당 문대성 의원이 발언 중인 은수미에게 의제와 관련이 없는 이야기라며 삿대질을 하면서 소리를 쳐 장내가 혼란해졌고, 이하 오전 11시 30분 경, 새누리당 김용남 의원은 "그런다고 공천 못 받아요" 라고 소리쳐서 장내에 큰 소란이 일었으며, 이에 따라 은수미 의원은 삿대질이나 막말 등에 대한 공개적인 사과를 토론 도중 요구하였고, 부의장은 "의제와 관련이 없는 내용에 대한 발언은 자제하라" 고 이야기하여 이에 따라 은수미 의원이 "객관적으로 봐달라" 며 다시한번 반발하였고, 오전 11시 33분 경 다시 토론을 재개하였다.
오전 11시 5분 경에 버니 샌더스의 필리버스터 기록인 8시간 34분을 경신했다. 또한, 오후 12시 48분 경에는, 박한상 의원의 1969년 필리버스터 기록 10시간 15분을 넘어섰다. 뒤이어 은수미는 노동운동가 시절의 경험을 언급하면서, "사람은 밥 이상의 배려를 해줘야 할 것"이고 헌법은 그의 존재 이유라 언급했다. 그리고 법이 통과되면 고칠 수는 있겠으나 그전에 "고통받는 이가 생길 것"이라며 "단 한 사람이라도 덜 고통받는 방법을 제발 정부·여당 좀 찾자"고 강조하며 발언을 마무리했다.
2016년 2월 24일 새벽 2시 30분부터 오후 12시 48분까지 10시간 18분 동안 테러방지법에 대한 발언을 진행하였다.

## 논란

### 지역 조폭 연루설
제7회 지방선거를 앞두고 조직폭력배 출신 사업가로부터 운전기사 월급과 차량유지비를 받았다는 의혹에 휘말렸다. 최모 씨는 2018년 4월 26일 한 언론과의 인터뷰에서 "2016년 6월~2017년 5월 은 후보의 운전기사로 일했는데, 월급 200만원과 차량유지비 등을 성남시에 있는 한 업체에서 받았다"고 주장했다. 은 시장은 당시 20대 총선에서 민주당 후보로 성남 중원구에 출마했다가 낙선하고 강연 등을 하며 지내던 시기였다. 문제는 최씨가 (은 후보 대신) 월급을 받았다는 기업체다. 이 회사는 성남시에 있는 '코마트레이드'라는 회사인데, 회사 대표 이준석(38)씨는 경찰이 관리하는 성남지역 폭력조직 '국제마피아파' 출신으로, 해외에서 불법도박사이트를 운영하다 140억원을 탈세한 혐의 등이 드러나면서 서울중앙지검 강력부에 의해 구속기소된 상태이다.
당시 은 후보는 "20대 총선 낙선 후인 2016년 6월께 성남에서 사업을 하는 분의 소개로 자원봉사하겠다는 뜻을 밝혀와 (선거캠프) 조직국장이 면접을 봤다. 정치일정을 제외한 몇 가지 일정을 부탁했고 흔쾌히 수락해 간간이 (차량 운전) 도움을 받았다"고 밝혔다. 이어 "둘 사이에 어떤 거래가 있었는지 알지 못하지만 나는 그 회사의 대표에게 한 푼의 불법 정치자금도 받지 않았고 차량 운전 자원봉사와 관련해 어떤 지원도 요청한 바 없다. 치졸한 음모와 모략, 정치적 음해를 즉각 중단하라"고 하였다.
이후 2018년 7월 21일 SBS 《그것이 알고싶다》에서 조폭 연루설을 재조명하였다. 《그것이 알고싶다》는 《조폭과 권력-파타야 살인사건, 그 후 1년》편에서 "파타야 살인사건의 유력 용의자 김형진은 성남 최대 조직폭력집단인 '국제마피아'파의 조직원이었고, 성남 국제마피아파 출신의 조폭이 정치권의 곁을 맴돌고 있다는 의혹이 새어 나오기 시작했다"며 "최근 불거지고 있는 은수미 성남시장과 이재명 경기지사의 조폭 출신 기업가 연루설의 실체를 알아본다"고 예고했다.
파타야 살인사건은 2015년 11월 태국 파타야 고급리조트 주차장에서 발생한 살인 사건이다. 이 사건의 유력 용의자 김형진은 2년 4개월 동안 도피하다 지난 4월 베트남에서 체포돼 한국으로 송환됐다. 그알은 이날 방송에서 "김씨가 경기도 성남 최대 조직폭력집단인 ‘국제마피아’파의 조직원이었다"며, "전·현직 성남 ‘국제마피아’파 조직원들이 정치인과 함께 사진을 찍고 행사에 참여하며, 조폭 출신들이 운영하는 민간단체 '코마트레이드'는 성남시에서 예산을 지원받고 있었다"는 의혹을 제기했다.
코마트레이드는 이재명 지사가 성남시장으로 있던 시기인 2016년 제8회 성남시 중소기업인 장려상을 수상했으며, 그알은 "코마트레이드 이준석 대표가 은수미 성남시장을 오랜기간 후원했다. 이 대표는 은수미 시장의 오랜 지지자로, 2016년 식사 자리에서 은수미 시장에게 지원을 약속했다"고 방송을 통해 주장했다. 현재 이준석 대표는 현재 불법 스포츠 도박 사이트 개설, 외환관리법 위반 등의 혐의로 재판을 받고 있으며, 임금체불, 조세포탈, 보복폭행, 뇌물공여 등의 혐의도 받고 있는 것으로 알려졌다.

### 정치자금법 위반 혐의
2016년 6월부터 2017년 5월까지 1년여 간 자신의 정치 활동을 위해 코마트레이드와 최 모 씨로부터 95차례에 걸쳐 차량 편의를 받아 교통비 상당의 정치자금을 불법 수수한 혐의(정치자금법 위반)로 불구속 기소되어 1심에서 벌금 150만 원을 구형받았다. 2019년 9월 2일 수원지법 성남지원에서 열린 1심에서 벌금 90만 원을 선고받았다. 재판부는 "교통편의를 제공받았으므로 정치자금법 위반죄가 인정되나 업체 측의 지원에 대해 인식했다고 보기 어렵다"고 양형 이유를 설명했다. 2020년 2월 6일 수원고법에서 열린 2심에서 원심을 깬 벌금 300만 원을 선고받았다. "교통편의를 기부받는다는 사정을 충분히 인식하면서도 1년 동안 코마트레이드 측으로부터 차량과 운전 노무를 제공 받았다"고 하여 검찰의 구형량보다 2배 높은 벌금형을 선고했다. 2020년 7월 9일 대법원에서 열린 상고심에서 원심이 파기, 환송되었다. 검사가 항소 이유로 단순히 '양형 부당'이라고만 적고 구체적인 이유를 기재하지 않았음에도 원심이 1심보다 더 무거운 형을 선고한 것은 불이익변경금지 원칙에 반하며, 검사의 '양형 부당' 항소 사유는 판사의 직권 심판 대상에 해당하지도 않는 점이 파기환송 판결의 근거가 됐다. 2020년 10월 16일 수원고법에서 열린 파기환송심에서 벌금 90만 원을 선고받았다.

### 채용 비리 의혹
선거캠프 출신 인사 여러 명이 성남시와 산하기관에 부정채용 됐다는 의혹이 제기되었다. 2018년 지방선거 때 은수미 성남시장을 도왔던 사람들과 그 가족까지 모두 27명이 성남시와 산하기관에 채용되었으며 이에 성남시는 "결과만 보고 과정을 의심하지 말아 달라"고 답변하였으며 JTBC는 이에 채용이 진행될 당시에 어떤 기관, 어느 자리에 누구를 뽑을지도 언급했고 실제 그대로 채용이된 녹음내용을 공개하였다. 부정채용 의혹을 공익신고한 사람은 은수미 시장의 전 비서관이며 재직 당시에도 수차례 은수미 시장에게 부정채용과 측근비리를 보고하였지만 묵살당하여 사직을 하고 국민권익위원회에 은수미 시장의 선거캠프 출신 자원봉사자 등 27명과 부정채용에 개입한 공무원을 포함해 39명이 성남시와 산하기관 등에 부정 채용됐다고 신고하여 논란이 되고 있다.2021년 2월 1일 경기남부경찰청 반부패경제범죄수사대에서 성남시청등 6곳을 압수수색 하였다.
2021년 12월 10일 부정채용당시 성남시 인사과장과 은수미 정무특보 이모씨가 구속되었다.
2021년 12월 17일 부정채용 핵심 피의자인 성남시 전 인사과장과 은수미 선거캠프 종합상황실장 이모씨를 구속 송치하였다.

### 정치자금법위반사건 수사정보유출 의혹
은수미 시장은 2016년 6월부터 2017년 5월까지 1년여 간 조직폭력배 출신 사업가로부터 자신의 정치 활동을 위해 95차례에 걸쳐 차량과 운전기사를 제공 받고 교통비 상당의 정치자금을 불법 수수한 혐의(정치자금법 위반)로 수사를 받을 당시 관할 경찰서인 성남 중원경찰서 지능범죄수사팀 김모 경찰관이 은수미측으로 수사 진행상황 및 수사결과보고서를 유출하였다고 은수미 시장 전 비서관이 국민권익위원회에 공익신고 하여 논란이 되고 있다. 경기남부경찰청 감찰팀에서 수사중이고, 2021년 2월 26일 해당 김모 경감은 직위해제 되었고 수원지검에서 공무상기밀누설 혐의를 적용해 법원에 구속영장을 신청하여 2021년 3월 4일 범죄가 소명됐고 증거인멸의 우려가 있어 구속영장이 발부되어 구속되었다.
2021년3월31일 수원지방검찰청 형사6부에서는 김모경감을 공무상기밀누설혐의로 구속 기소하였다.
2021년 11월30일 수원지검 형사6부는 은수미 시장 직권남용,뇌물수수,뇌물공여,청탁금지법위반 혐의로 불구속 기소하였다.

## 전과
- 공문서 위조죄, 위조 공문서 행사죄, 사문서 위조죄, 위조 사문서 행사죄, 점유이탈물횡령죄: 징역 1년, 집행유예 2년 - 1986년 6월 13일 선고[22], 1987년 7월 10일 특별사면[23]
- 국가보안법(기타) 위반: 징역 5년, 자격정지 5년 - 1993년 2월 11일 선고[22], 1999년 2월 25일 특별복권[23]
- 2016년 6월부터 2017년 5월까지 성남지역 조직폭력배 출신이 운영하는 업체로부터 95차례에 걸쳐 차량 편의를 제공받은 정치자금법 위반 혐의로 벌금 90만원을 선고받았다 앞서 대법원은 검찰이 항소심에서 "양형부당"이라는 항소이유를 적은 것에 대해 항소이유는 구체적이며 간결하게 적어야 하는 형사소송규칙을 위반했다머 파기했었다

## 학력
- 서울신림초등학교
- 한울중학교(당시 대림여자중학교)
- 미림여자고등학교
- 서울대학교 사회학과 사회학사
- 서울대학교 대학원 사회학과 석사과정, 사회학 석사(학위논문명 - 한국 노동운동과 시민운동의 경쟁, 그리고 헤게모니: 이념과 쟁점형성을 통해서 본 사회운동의 동시성장과 정치세력화)
- 서울대학교 대학원 사회학과 박사과정, 사회학 박사(학위논문명 - 한국 노동운동의 정치세력화 유형연구: 노동운동과 시민운동의 관계구조 분석)

## 경력
- 2002 ~ 2004: 서울대학교 사회학과 사회발전연구소 연구원
- 2005: 서울대학교 사회학과 강사
- 2005: 경찰청 한국경찰 60년사 집필위원
- 2005.03 ~ 2012.03: 한국노동연구원 부연구위원
- 2007: 양극화민생대책위원회 운영위원
- 2008.12 ~ 2010.05: 국회 환경노동위원회 노동정책 자문위원
- 2009.05 ~ 2012.06: 국가인권위원회 인권자료실자료선정위원회 위원
- 2011.04 ~ 2012.06: 국가인권위원회 사회권전문위원회 위원
- 2011.10 ~ 2012.06: 국가인권위원회 차별시정위원회 위원
- 2011.11: 희망서울 정책자문위원
- 2011.12 ~ 2012.03: 한국방송공사 객원해설위원
- 2012.04: 청년유니온 자문위원
- 2012.04 ~ 2013.06: 민주통합당 중앙당 윤리위원회 위원
- 2012.05 ~ 2016.05: 제19대 국회의원(비례대표, 민주통합당→민주당→새정치민주연합→더불어민주당)
  - 2012.07 ~ 2016.05: 제19대 국회 전·후반기 환경노동위원회 위원
  - 2013.05 ~ 2014.05: 제19대 국회 전반기 운영위원회 위원
  - 2014.07 ~ 2016.05: 제19대 국회 후반기 윤리특별위원회 위원
  - 2014.11 ~ 2015.07: 제19대 국회 국민안전혁신특별위원회 위원
  - 2012.06 ~ 2016.05: 제19대 국회 복지노동포럼 연구책임의원
- 2012.07 ~ 2013.05: 민주통합당 정책위원회 부의장
- 2013.05: 민주당 '을'지키기 경제민주화추진위원회 현장조사분과장
- 2013.05 ~ 2014.05: 민주당 원내부대표(노동)
- 2013.06: 민주당 서울특별시당 윤리위원회 부위원장
- 2015: 새정치민주연합 을지로위원회 기획분과장
- 2015: 새정치민주연합 경기도당 을지로위원회 위원장
- 2015: 새정치민주연합 전국노동위원회 부위원장
- 2015.08 ~ 2015.12: 새정치민주연합 제4정책조정위원회 위원장
- 2015.12 ~ 2016.05: 더불어민주당 제4정책조정위원회 위원장
- 2016.11 ~ 2017.06: 더불어민주당 경기도당 여성위원회 위원장
- 2017.06 ~ 2018.03: 대통령비서실 여성가족비서관
- 2018.07 ~ 2022.06: 제21대 민선 7기 경기도 성남시장(초선)

## 저서
- 《날아라 노동》- 꼭꼭 숨겨진 나와 당신의 권리, 은수미, 부키, 2012, ISBN 9788960512511

## 역대 선거 결과
|  | 36.45% |

|  | 38.89% |

|  | 57.64% |

## 소속 정당
| 소속 정당 | 소속 정당      | 소속 기간 | 비고      |
| --------- | -------------- | --------- | --------- |
|           | 민주통합당     | 2012~2013 | 정계 입문 |
|           | 민주당         | 2013~2014 | 당명 변경 |
|           | 새정치민주연합 | 2014~2015 | 합당      |
|           | 더불어민주당   | 2015~2017 | 당명 변경 |
|           | 무소속         | 2017~2018 | 탈당      |
|           | 더불어민주당   | 2018~현재 | 복당      |

## 같이 보기
- 대한민국 제19대 국회의원 선거 민주통합당 후보 목록#비례대표
- 성남시장